# العودة للوطن
العودة للوطن  (بالإنجليزية: Homecoming)‏ هو فيلم رعب تم إنتاجه في الولايات المتحدة وصدر في سنة 2009.

## طاقم التمثيل
- ميشا بارتون
- جيسيكا ستروب

## وصلات خارجية
- العودة للوطن على موقع IMDb (الإنجليزية)
- العودة للوطن على موقع روتن توميتوز (الإنجليزية)
- العودة للوطن على موقع نتفليكس (الإنجليزية)
- العودة للوطن على موقع ألو سيني (الفرنسية)
- العودة للوطن على موقع Turner Classic Movies (الإنجليزية)
- العودة للوطن على موقع أول موفي (الإنجليزية)
- العودة للوطن على موقع فيلمافينيتي (الإسبانية)
- العودة للوطن على موقع قاعدة بيانات الفيلم (الإنجليزية)
- العودة للوطن على موقع ليتربوكسد (الإنجليزية)
- العودة للوطن على موقع كينوبويسك (الروسية)

1. ↑  وصلة مرجع: http://www.imdb.com/title/tt1135500/. الوصول: 13 أبريل 2016.
2. ↑  وصلة مرجع: http://www.allocine.fr/film/fichefilm_gen_cfilm=133353.html. الوصول: 13 أبريل 2016.